# Dorchester (Wisconsin)
Dorchester es una villa ubicada en el condado de Clark en el estado estadounidense de Wisconsin. En el Censo de 2010 tenía una población de 876 habitantes y una densidad poblacional de 237,02 personas por km².

## Geografía
Dorchester se encuentra ubicada en las coordenadas 45°0′5″N 90°19′52″O / 45.00139, -90.33111. Según la Oficina del Censo de los Estados Unidos, Dorchester tiene una superficie total de 3.7 km², de la cual 3.61 km² corresponden a tierra firme y (2.38%) 0.09 km² es agua.

## Demografía
Según el censo de 2010, había 876 personas residiendo en Dorchester. La densidad de población era de 237,02 hab./km². De los 876 habitantes, Dorchester estaba compuesto por el 90.3% blancos, el 0.57% eran afroamericanos, el 0.23% eran amerindios, el 0.11% eran asiáticos, el 0% eran isleños del Pacífico, el 8.33% eran de otras razas y el 0.46% pertenecían a dos o más razas. Del total de la población el 12.79% eran hispanos o latinos de cualquier raza.